# Karel August Pácalt
Karel August Pácalt též Carl August Pacalt či Charles Pacalt (7. října 1773, Rusek (nyní místní část Hradce Králové) – 16. listopadu 1818, Hoogekraal) byl český evangelický misionář v Jižní Africe.

## Život

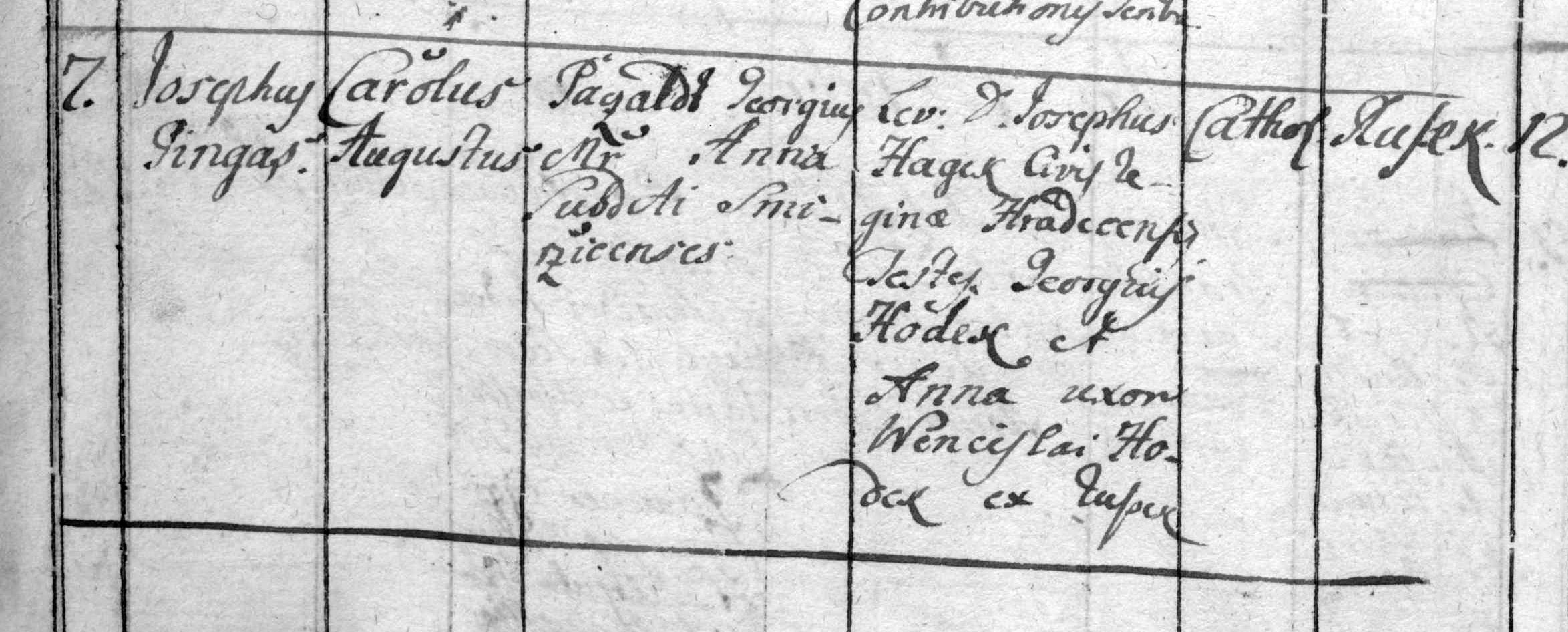
Karel August Pácalt, záznam o křtu

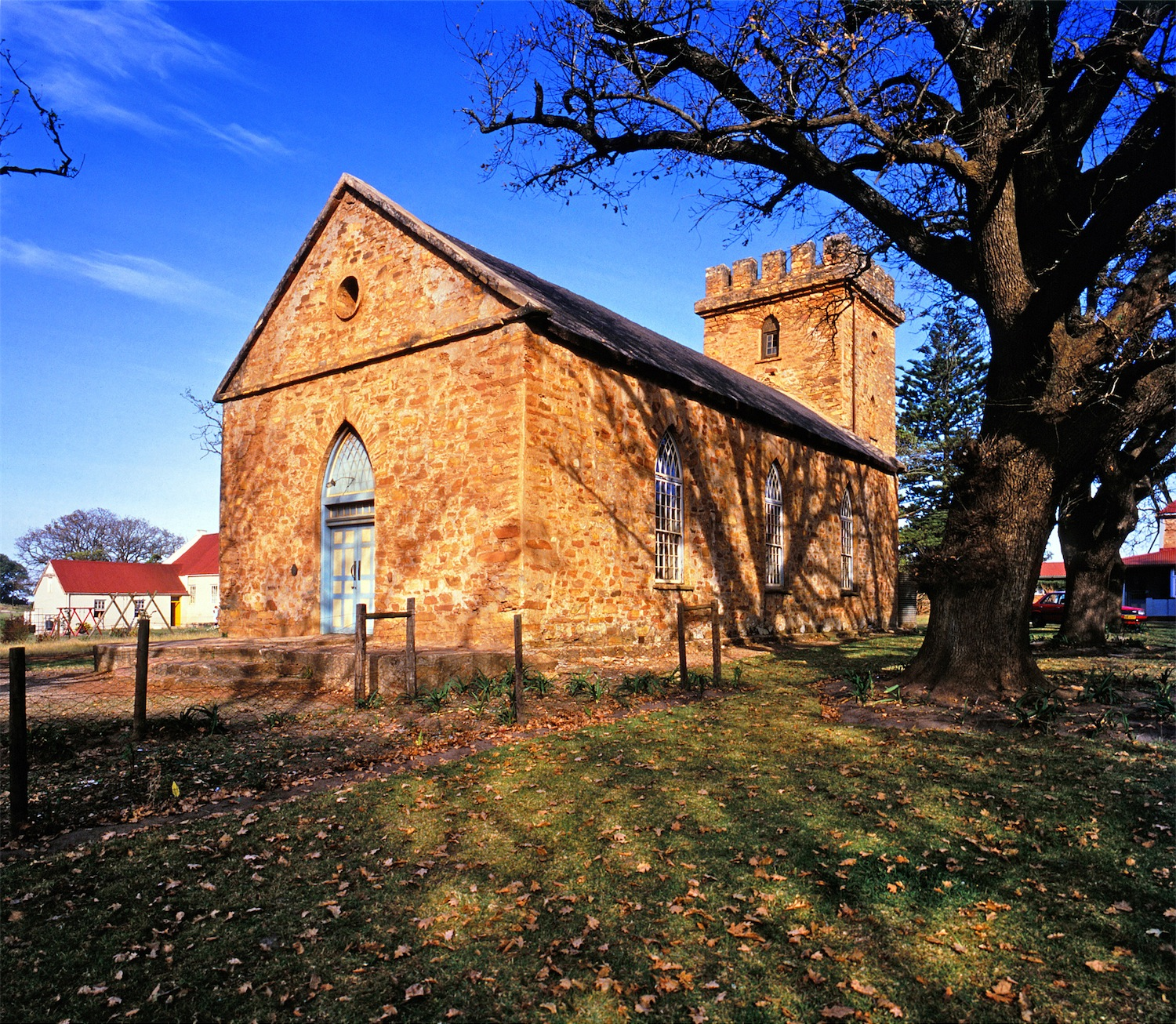
Kostel v Pacaltsdorpu

Byl pokřtěn v královéhradeckém kostele sv. Ducha, jeho rodiče byli smiřičtí poddaní Josef Pacaldt a jeho žena Anna z Ruseku.
Poté, co se vyučil ve Vídni zbrojnictví, odešel do Berlína, kde studoval na misijní škole Jana Jeníka a následně na institutu Davida Bogue v anglickém Gosportu. Roku 1809 odjel ve službách Londýnské misijní společnosti působit misijně v Jižní Africe. V letech 1813–1818 byl činný mezi hotentoty v osadě Hoogekraal, o jejíž hospodářské a duchovní povznesení se zasloužil natolik, že osada byla po jeho smrti přejmenována na Pacaltsdorp.
Pacaltsdorp je dnes předměstí jihoafrického města George. Patat Huisie, dům, ve kterém Pácalt pobýval během své druhé mise, pochází z roku 1813 a v roce 1976 byl prohlášen národní památkou. Karel Pácalt byl pohřben na místním hřbitově, v blízkosti kostela, který byl jeho působištěm.